# John Crosbie
 (janvier 2020).
Si vous disposez d'ouvrages ou d'articles de référence ou si vous connaissez des sites web de qualité traitant du thème abordé ici, merci de compléter l'article en donnant les références utiles à sa vérifiabilité et en les liant à la section « Notes et références ».
Pour les articles homonymes, voir Carnell et Crosbie.
John Carnell Crosbie, né le 30 janvier 1931 à Saint-Jean de Terre-Neuve et mort le 10 janvier 2020, est un politicien canadien de Terre-Neuve-et-Labrador.
John Crosbie a été le 12e lieutenant-gouverneur de Terre-Neuve-et-Labrador, Canada. Il a été ministre du Cabinet provincial sous les premiers ministres Joey Smallwood et Frank Moores ainsi que ministre fédéral sous les gouvernements de Joe Clark et Brian Mulroney. En tant que ministre du Cabinet sous Mulroney, Crosbie était connu pour être franc et controversé.
John Crosbie s'est présenté sans succès à la direction du Parti libéral de Terre-Neuve-et-Labrador en 1969, perdant face à Smallwood, et a également été candidat aux élections à la direction du Parti progressiste-conservateur du Canada en 1983, terminant troisième.

## Biographie
John Crosbie fut élu au Parlement du Canada de 1976 à 1993.
Il fut membre des gouvernements de Joe Clark et de Brian Mulroney, et fut notamment ministre des Pêches.
Le dernier poste de John Crosbie au sein du gouvernement Mulroney était ministre des Pêches et des Océans. Le 1er juillet 1992, Crosbie s'est rendu à Bay Bulls, à Terre-Neuve-et-Labrador, pour célébrer la fête du Canada. Crosbie a été accueilli par une foule en colère de Terre-Neuviens préoccupés par les rumeurs d'un moratoire proposé sur la pêche à la morue dans le nord-ouest de l'Atlantique. Il a crié "Je n'ai pas pris le poisson des eaux maudites de Dieu". Il a supervisé la décision de fermer l'industrie de la pêche à la morue au Canada atlantique en raison de l'effondrement des stocks de morue. Crosbie a qualifié cette décision, qui a mis 35 000 Terre-Neuviens sans emploi, le moment politique le plus difficile de sa vie.
De 1994 à 2008, il a été chancelier de l'Université Memorial de Terre-Neuve.
Le 4 février 2008, la gouverneure générale Michaëlle Jean, sur les conseils du premier ministre Stephen Harper, a nommé John Crosbie lieutenant-gouverneur de Terre-Neuve-et-Labrador, succédant à Edward Roberts. Il a été remplacé par Frank Fagan en 2013.
Le fils de John Crosbie, Ches Crosbie, a été élu chef conservateur progressiste provincial en 2018.

## Archives
Il y a un fonds d'archives John Cosbie à Bibliothèque et Archives Canada.